# Lac George (Michigan–Ontario)

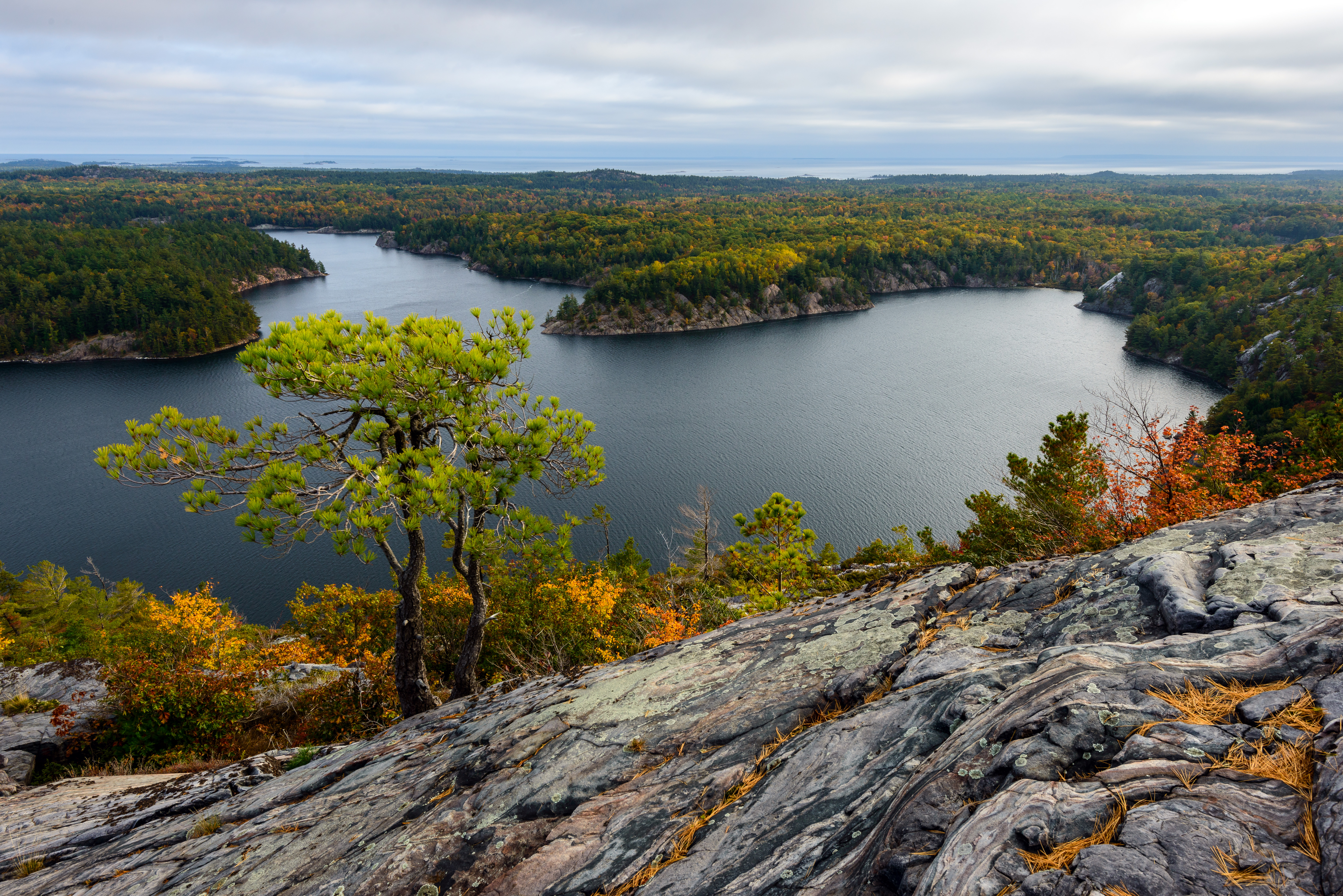
Le lac George. Septembre 2014.

Le lac George (en anglais : Lake George) est un lac qui sépare l'État américain du Michigan de la province canadienne de l'Ontario,.
Le lac fait partie du lac Huron et de la rivière Sainte-Marie.